# 감라스탄역
감라스탄(스웨덴어: Gamla Stan) 역은 스톡홀름 감라스탄 지구에 있는 스톡홀름 지하철의 역이다. T-센트랄렌 역과 슬루센 역 사이에 있는 지상역이고, 슬루센 방면으로는 교량으로 연결된다. 승강장은 2면 4선이며, 그뢰나 선과 뢰다 선의 같은 방면으로 가는 열차가 같은 승강장에 정차한다. 1957년 슬루센-회토리에트 간 구간이 영업을 시작했을 때 개업하였으며, 슬루센 역까지 거리는 480m이다.
승강장 사이에 있는 벽은 브리타 카를스트룀(Britta Carlström)이 1998년에 파도 문양으로 디자인하였고, 역의 전체적인 장식은 예란 달(Göran Dahl)이 1998년에 설치하였다.
승강장 구조는 다음과 같다.
| ↑ T-센트랄렌    |
| １２ \| ３４ \| |
| 슬루센 ↓        |

| 1 | 그뢰나 선 | 헤셀뷔 스트란드 방면                       |
| 2 | 뢰다 선   | 뫼르뷔 센트룸·롭스텐 방면                  |
| 3 | 뢰다 선   | 프루엥엔·노르스보리 방면                   |
| 4 | 그뢰나 선 | 파르스타 스트란드·학세트라·스카르프넥 방면 |

## 사진

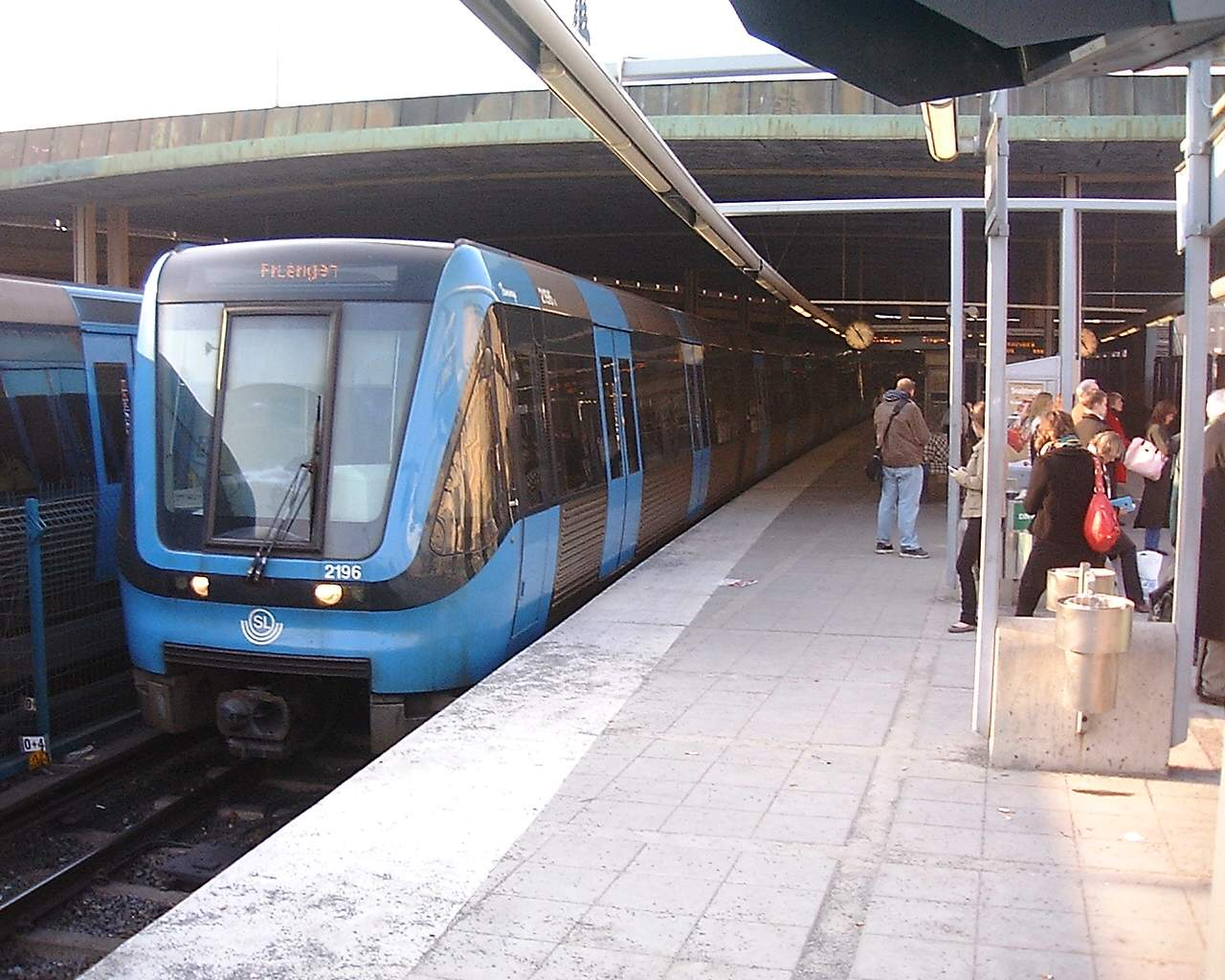
정차 중인 C20 열차, 2007년 3월
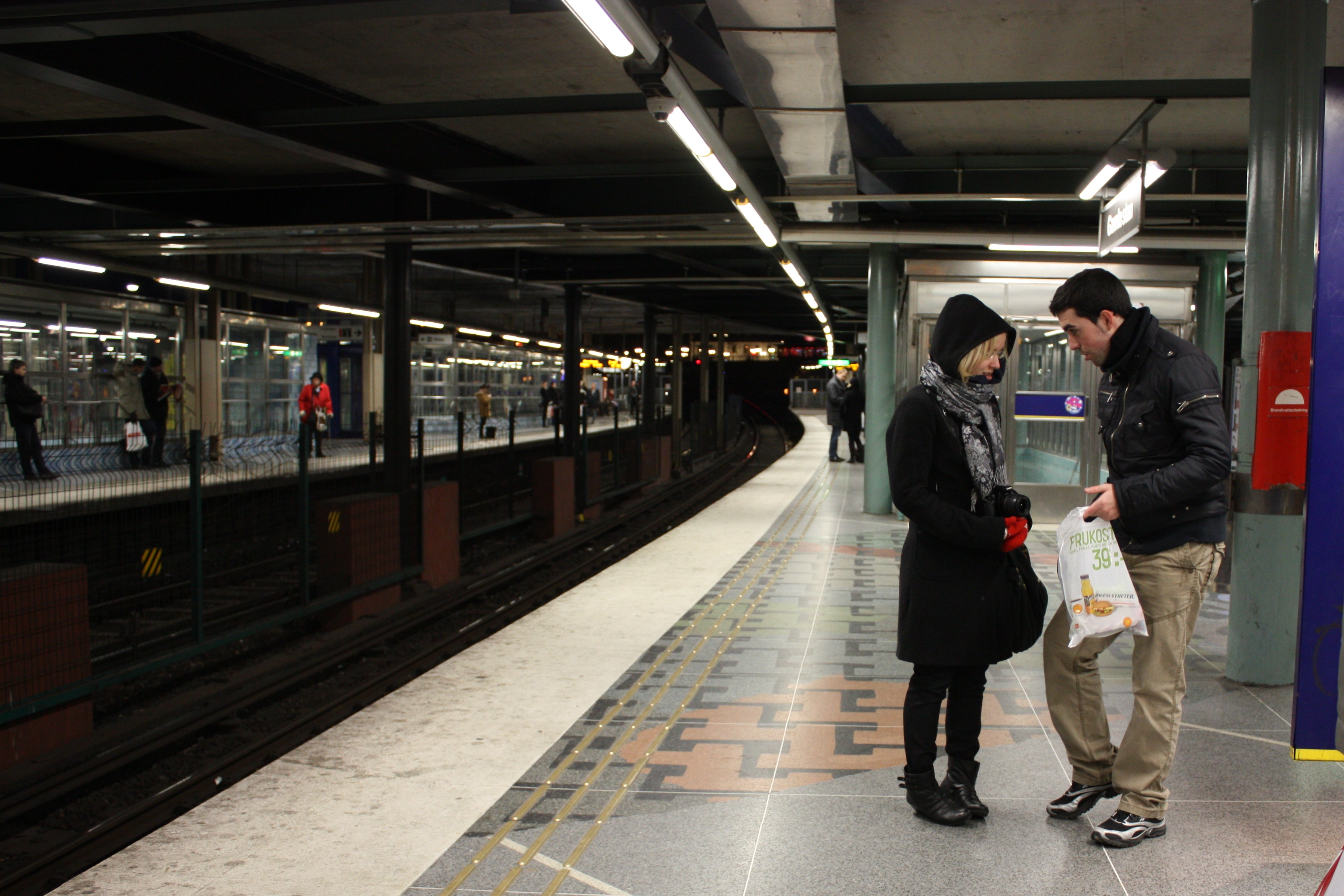
승강장, 2008년 12월
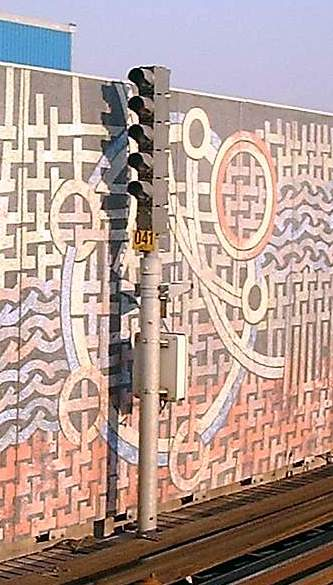
승강장 벽의 디자인 "Vädersoltavlan", 2007년 3월
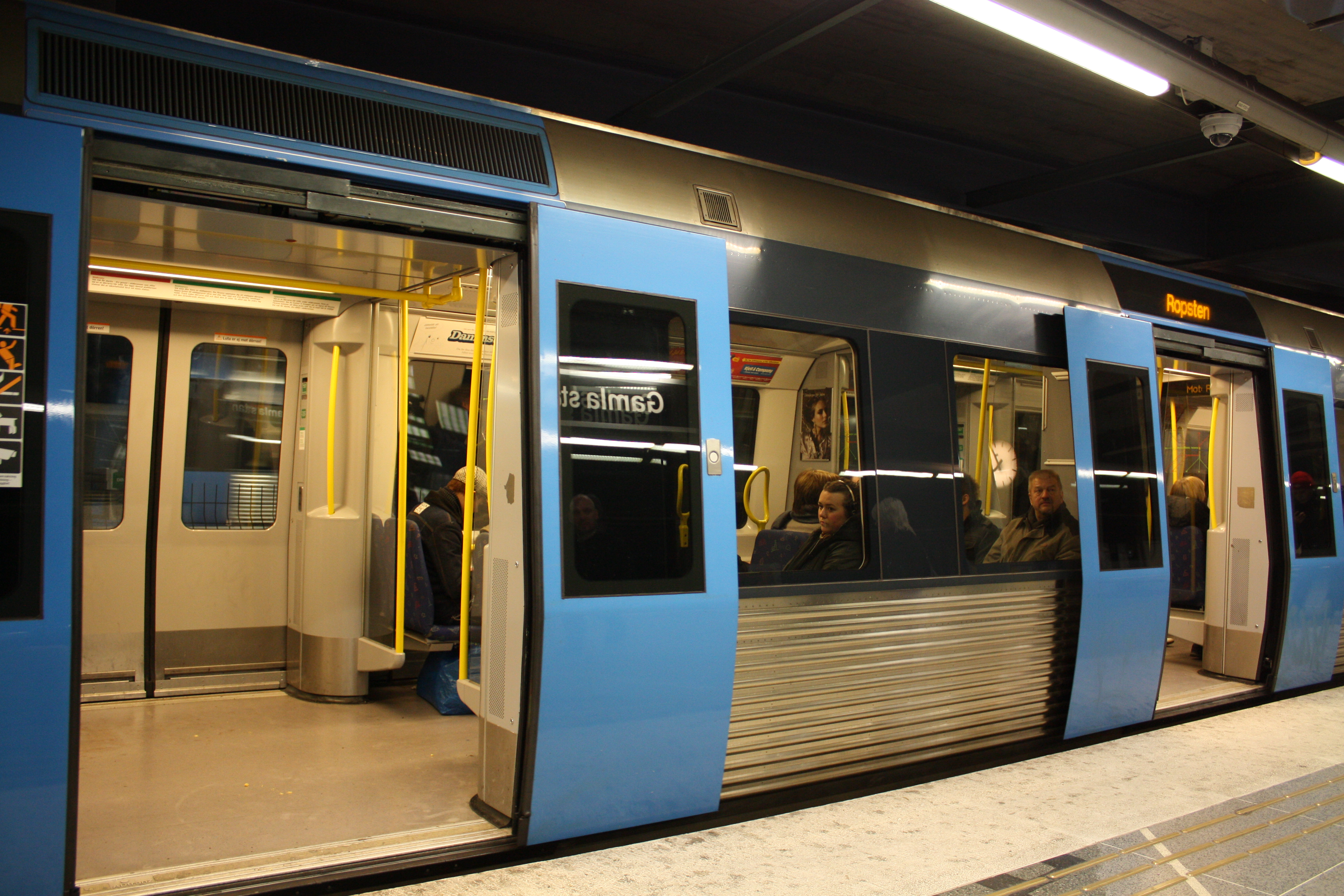
승강장, 2008년 12월

## 인접한 역
| 뢰다 선                                | 뢰다 선         | 뢰다 선                                               |
| -------------------------------------- | --------------- | ----------------------------------------------------- |
| T-센트랄렌 뫼르뷔 센트룸 · 롭스텐 방면 | T13 · T14       | 슬루센 프루엥엔 · 노르스보리 방면                     |
| 그뢰나 선                              |                 |                                                       |
| T-센트랄렌 헤셀뷔 스트란드 방면        | T17 · T18 · T19 | 슬루센 스카르프넥 · 파르스타 스트란드 · 학세트라 방면 |